# 马蒂厄·蒂尔容
马蒂厄·蒂尔容（法語：Mathieu Turgeon，1979年8月2日—），加拿大男子体操运动员，专项为蹦床。他曾代表加拿大获得2000年夏季奥运会体操比赛男子个人蹦床铜牌。他也参加了2004年夏季奥运会。